# Gustavo Huerta
Gustavo Ernesto Huerta (Ovalle, 15 oktober 1957) is een voormalig profvoetballer uit Chili, die speelde als centrale verdediger. Na zijn actieve loopbaan stapte hij het trainersvak in. Huerta is sinds 2011 coach van Club de Deportes Antofagasta.

## Clubcarrière
Martínez speelde clubvoetbal voor onder meer Cobresal, waar hij in 1990 zijn loopbaan beëindigde en een jaar later zijn trainerscarrière begon.

## Interlandcarrière
Huerta speelde één officiële interland voor Chili: de vriendschappelijke uitwedstrijd tegen Brazilië (2-1 nederlaag) op 9 december 1987 in Uberlândia. Ook Rubén Ignacio Martínez, Francisco Ugarte, Manuel Pedreros en Leonel Pedreros maakten hun debuut in dat duel.

## Erelijst
Cobresal
- Copa Chile

1987